# Epilampra anderi
Epilampra anderi är en kackerlacksart som beskrevs av Karlis Princis 1946. Epilampra anderi ingår i släktet Epilampra och familjen jättekackerlackor.
Artens utbredningsområde är Colombia. Inga underarter finns listade i Catalogue of Life.